# Poecilopsis inversa
Poecilopsis inversa là một loài bướm đêm trong họ Geometridae.